# Zagreb Open 2006
Lo Zagreb Open 2006 è stato un torneo di tennis facente parte della categoria ATP Challenger Series nell'ambito dell'ATP Challenger Series 2006. Il torneo si è giocato a Zagabria in Croazia dal 15 al 21 maggio 2006 su campi in terra rossa.

## Vincitori

### Singolare
Daniel Elsner ha battuto in finale  Victor Crivoi con il punteggio di 4–6, 6–1, 6–2

### Doppio
Yves Allegro /  Michal Mertiňák hanno battuto in finale  Julien Jeanpierre /  Nicolas Renavand con il punteggio di 6–1, 6–2